# Diāna Ņikitina
Diāna Ņikitina (Riga, 9 dicembre 2000) è una pattinatrice artistica su ghiaccio lettone.È la vincitrice del Golden Bear of Zagreb 2017, la medaglia d'argento della Cup of Tyrol 2018 e la campionessa dei Campionati nazionali lettoni del 2018. Ha partecipato alle Olimpiadi di Pyeongchang 2018, classificandosi in ventiseiesima posizione.
In precedenza, nella sua carriera, Ņikitina si è classificata tra i primi dieci a due Campionati mondiali juniores e ha vinto la medaglia d'argento nella gara a squadre Giochi Olimpici giovanili del 2016.

## Vita privata
Diāna Ņikitina è nata il 9 dicembre 2000 a Riga, in Lettonia. Ha seguito la formazione a distanza all Riga Secondary School No. 1.

## Carriera
Ņikitina ha gareggiato a livello internazionale nella categoria novizi nelle stagione 2012-2013 e 2013-2014.
Si è spostata a livello junior nella stagione 2014-2015. Facendo il suo debutto nel Grand Prix ISU juniores (JGP), Ņikitina si è classificata undicesima in Giappone a settembre 2014 e quinta in Croazia il mese seguente. A marzo del 2015, ha partecipato ai Campionati mondiali junior a Tallinn, in Estonia, qualificandosi per il programma libero piazzandosi tredicesima nel corto. Classificandosi decima nel libero, si è piazzata al decimo posto in totale.
Durante il Grand Prix juniores della stagione 2015-2016, Ņikitina si è classificata dodicesima in Lettonia e quinta in Polonia. H poi guadagnato tre medaglie juniores a livello internazionale -l'oro alla Volvo Open Cup, il bronzo al Tallinn Trophy e l'argento alla MNNT Cup. A febbraio del 2016, Ņikitina ha rappresentato la Lettonia ai Giochi Olimpici giovanili ad Hamar, in Norvegia; si è classificata quinta nella gara individuale e ha vinto la medaglia d'argento nella gara a squadre. A marzo, ha terminato in decima posizione i Campionati mondiali juniores 2016 a Debrecen, in Ungheria.

## Programmi
| Season    | Programma corto                                                 | Programma libero                                                                                                |
| --------- | --------------------------------------------------------------- | --- |
| 2017–2018 | - Soldier Of Love di Sade                                       | - Nocturne (da La califfa) di Ennio Morricone - Trooping With Crows (da Romeo e Giulietta) di Abel Korzeniowski |
| 2016–2017 | - Lacrymosa di Evanescence coreo. di Svetlana Karol             | - Alice in Wonderland di Danny Elfman coreo. di Svetlana Korol                                                  |
| 2015–2016 | - Les feuilles mortes by Joseph Kosma choreo. by Svetlana Korol | - The Piano by Michael Nyman choreo. by Svetlana Korol                                                          |
| 2014–2015 | - Les feuilles mortes by Joseph Kosma choreo. by Svetlana Korol | - Cabaret by John Kander choreo. by Svetlana Korol                                                              |

## Risultati
CS: Challenger Series; JGP: Grand Prix juniores
| Internazionali            | Internazionali | Internazionali | Internazionali | Internazionali | Internazionali | Internazionali |
| Evento                    | 2012–13        | 2013–14        | 2014–15        | 2015–16        | 2016–17        | 2017–18        |
| ------------------------- | -------------- | -------------- | -------------- | -------------- | -------------- | -------------- |
| Olimpiadi                 |                |                |                |                |                | 26º            |
| Europei                   |                |                |                |                |                | 36º            |
| CS Ondrej Nepela Trophy   |                |                |                |                |                | 10º            |
| Cup of Tyrol              |                |                |                |                |                | 2º             |
| Golden Bear               |                |                |                |                |                | 1º             |
| Internazionali: Junior    |                |                |                |                |                |                |
| Mondiali Junior           |                |                | 10º            | 10º            | 30º            |                |
| Giochi olimpici giovanili |                |                |                | 5º             |                |                |
| JGP Croazia               |                |                | 5º             |                |                |                |
| JGP Repubblica Ceca       |                |                |                |                | 7º             |                |
| JGP Germania              |                |                |                |                | WD             |                |
| JGP Giappone              |                |                | 11º            |                |                |                |
| JGP Lettonia              |                |                |                | 12º            |                |                |
| JGP Polonia               |                |                |                | 5º             |                |                |
| Nazionali                 |                |                |                |                |                |                |
| Campionato lettone        |                | 1º N           | 1º J           | 1º J           |                | 1º             |
| Eventi a squadre          |                |                |                |                |                |                |
| Giochi olimpici giovanili |                |                |                | 2º S 2º P      |                |                |